# Lindsay Whalen
Lindsay Marie Whalen, coniugata Greve (Hutchinson, 9 maggio 1982), è un'ex cestista e allenatrice di pallacanestro statunitense, professionista nella WNBA.
Dal 2022 è membro del Naismith Memorial Basketball Hall of Fame in qualità di giocatrice.

## Carriera
È stata selezionata dalle Connecticut Sun al primo giro del Draft WNBA 2004 (4ª scelta assoluta).
Con gli Stati Uniti ha disputato due edizioni dei Giochi olimpici (Londra 2012, Rio de Janeiro 2016) e due dei Campionati mondiali (2010, 2014.

## Palmarès
- Campionato WNBA: 4

Minnesota Lynx: 2011, 2013, 2015, 2017
- 3 volte All-WNBA First Team (2008, 2011, 2013)
- 2 volte All-WNBA Second Team (2012, 2014)
- 3 volte migliore passatrice WNBA (2008, 2011, 2012)